# Doopsgezinde kerk (Leeuwarden)
De doopsgezinde kerk is een kerkgebouw in Leeuwarden in de Nederlandse provincie Friesland.

## Beschrijving
De zaalkerk werd in 1760 gebouwd. In 1832 werd een naastgelegen huis gesloopt en kreeg de kerk een ingangportiek met dorische zuilen.
Het interieur wordt gedekt door tongewelven en een koepel. De preekstoel (1786) en het door J.S. Strümphler gebouwde orgel (1786) zijn beide afkomstig uit de doopsgezinde kerk De Zon in Amsterdam. De gebrandschilderde glazen aan weerszijden van de preekstoel zijn in 1954 vervaardigd door Joep Nicolas.

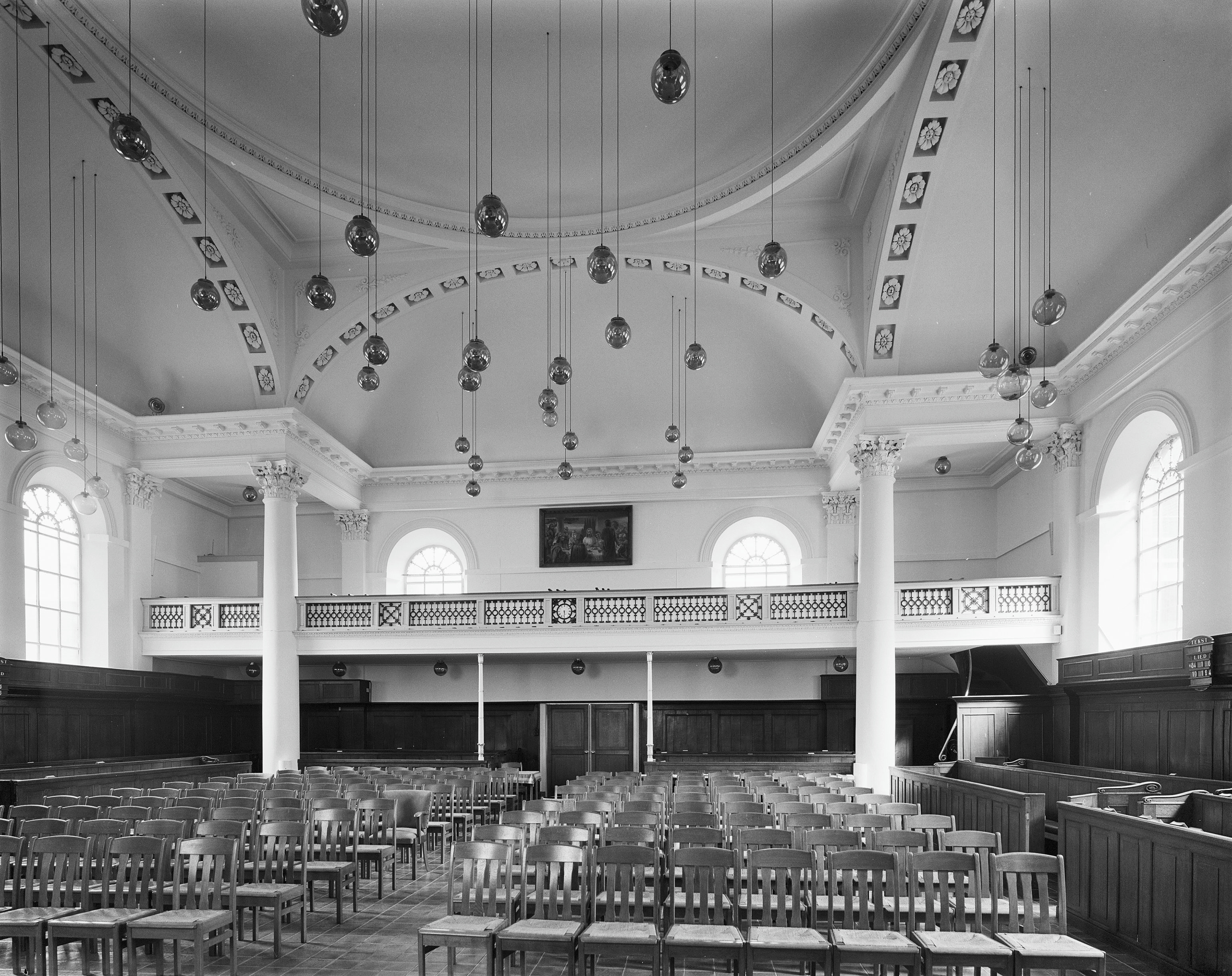
Interieur in 1992
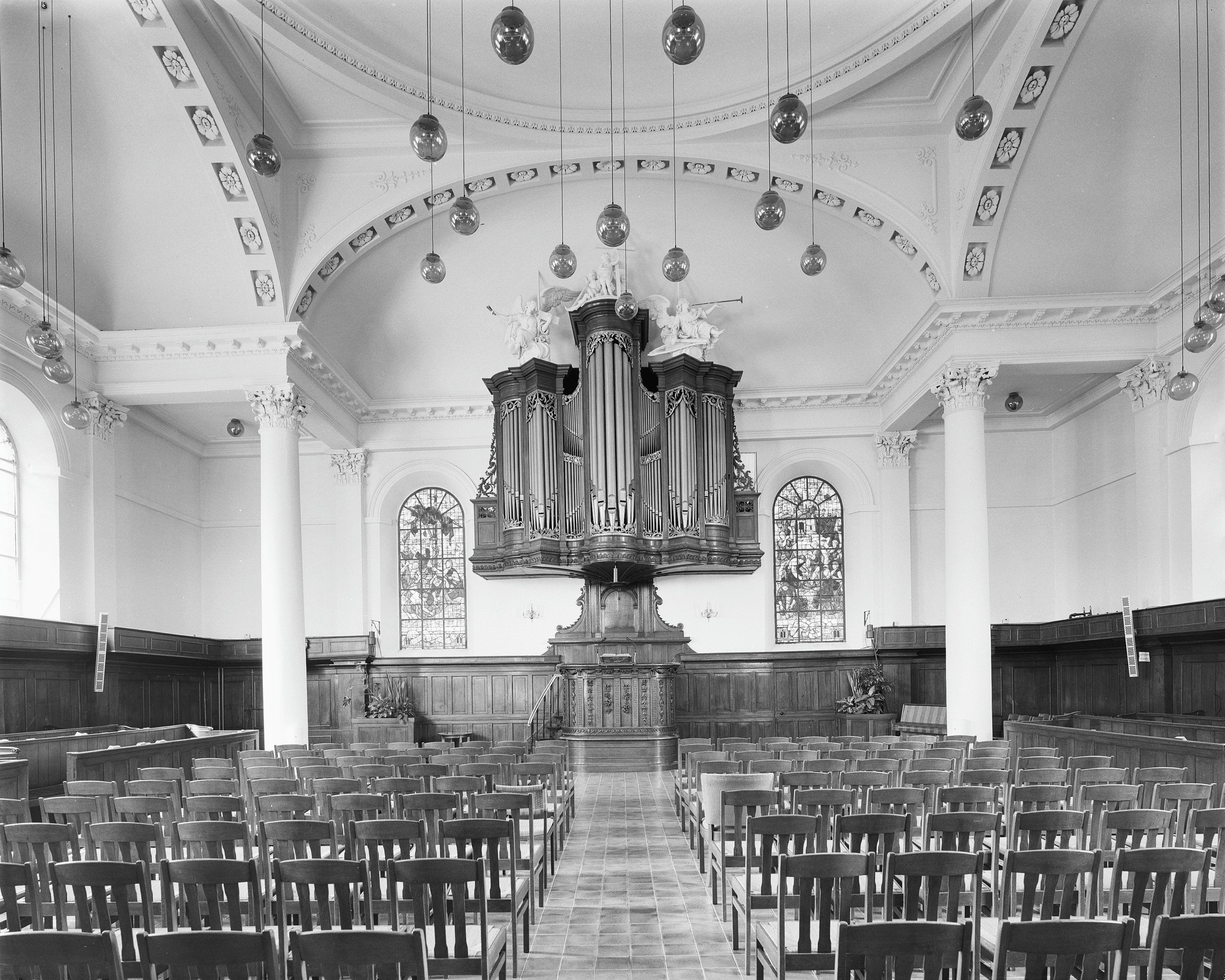
interieur met orgel